# Pogonești, Vaslui
Pogonești este satul de reședință al comunei cu același nume din județul Vaslui, Moldova, România. Ocupă o suprafață de aproximativ 7,5 hectare.

## Geografie
Pogonești este situat pe Colinele Tutovei, la poalele dealului Brenei, pe Valea Tutovei, de-a lungul drumului județean 243A, pe o lungime de aproximativ 3 km, pe direcția nord-sud. În partea vestică este delimitat de râul Tutova. 
Clima este temperat continentală, cu veri calde și ierni reci. În timpul verii, temperaturile pot atinge ușor 35 °C, iarna scăzând până la -20 °C. Verile sunt adeseori secetoase, culturile agricole fiind cele mai afectate.

## Istoric
Pe Valea Tutovei, în apropierea satului Pogonești, au fost identificate mai multe situri arheologice care demonstrează că zona a fost locuită din cele mai vechi timpuri: necropola aflată de-a lungul malului stâng al râului Tutova aparținând culturii Sântana de Mureș-Cerneahov, resturi de locuire aparținând culturii Noua (cele mai vechi fiind din secolul IV) precum și fragmente ceramice aparținând culturii Criș din secolul IV. Dar cea mai veche dovadă arheologică este o monedă din vremea împăratului Traian găsită în 1972 în curtea săteanului Dumitru Toader, în partea de vest a localității.
Primul document care amintește de satul Pogonești este din perioada domniei lui Ștefan cel Mare, din 14 octombrie 1489, întocmit la Suceava. În acest document, printre altele, Ștefan cel Mare dăruiește mănăstirii Putna 3 sate pe Suceava: Frătăuți, Botoșani și Climăuți, primite în schimbul satului Toporăuți, din ținutul Cernăuți, și a satului Grigorești, de pe Siret. Ștefan cel Mare primise satul Toporăuți de la Toader, fratele lui Hărman pârcălab, în schimbul satului Pogănești, pe Bârlad (actualul sat Pogonești), cumpărat de la Dragotă și de la sora lui, Negrita, fiii lui Vlașin și nepoții lui Pogănel, cu 200 zloți tătărești, și a satului Călinești.  Nu se cunoaște dacă și unde mai există documentul original, însă, în 1886, Franz Adolf Wickenhauser a făcut o traducere în germană  după pergamentul original, cu pecetea atârnată, în timp ce cerceta istoria mănăstirilor Voroneț și Putna.
După împărțirea principatului Moldovei în ținuturi (județe), Pogonești a făcut parte din Ținutul Tutova. Pe la sfârșitul secolului al XVIII-lea, ținuturile au fost divizate în ocoale (plăși) astfel că, Pogonești făcea partea din Ocolul Pereschivului alături de Priponești, Ioganii, Zorăștii, Liești, Poșta Pereschivului, Pleșăștii, Polocinu de Jos, Polocinu de Sus, Tăbăcești, Marțocani, Prisăcani, Coroești de Jos, Coroeștii de Sus, Ciocani, Voleni, Praja, Chilieni, Chetreni, Fătăciunea, Cârjoani, Mireni, Fichitești, Putredeni, Căbești, Șendrești și Movileni. În 1846, în Pogonești locuiau 80 de familii.
Numele satului are la origine cuvântul păgân, transformat, de-a lungul vremii, prin etimologie populară, în Pogonești.
În 2003, Pogonești, care până atunci făcea parte din comuna Ivești, a redevenit reședința comunei Pogonești, comuna fiind reînființată.

## Localități înconjurătoare
- Belcești - 1,7 km
- Polocin - DC79 - 2,1 km
- Tutova - DJ243A - 4,2 km
- Ivești - DJ243A - 4,2 km

## Obiective turistice
- Casa Răzeșului, muzeu inaugurat la 5 iunie 2005.

## Transporturi

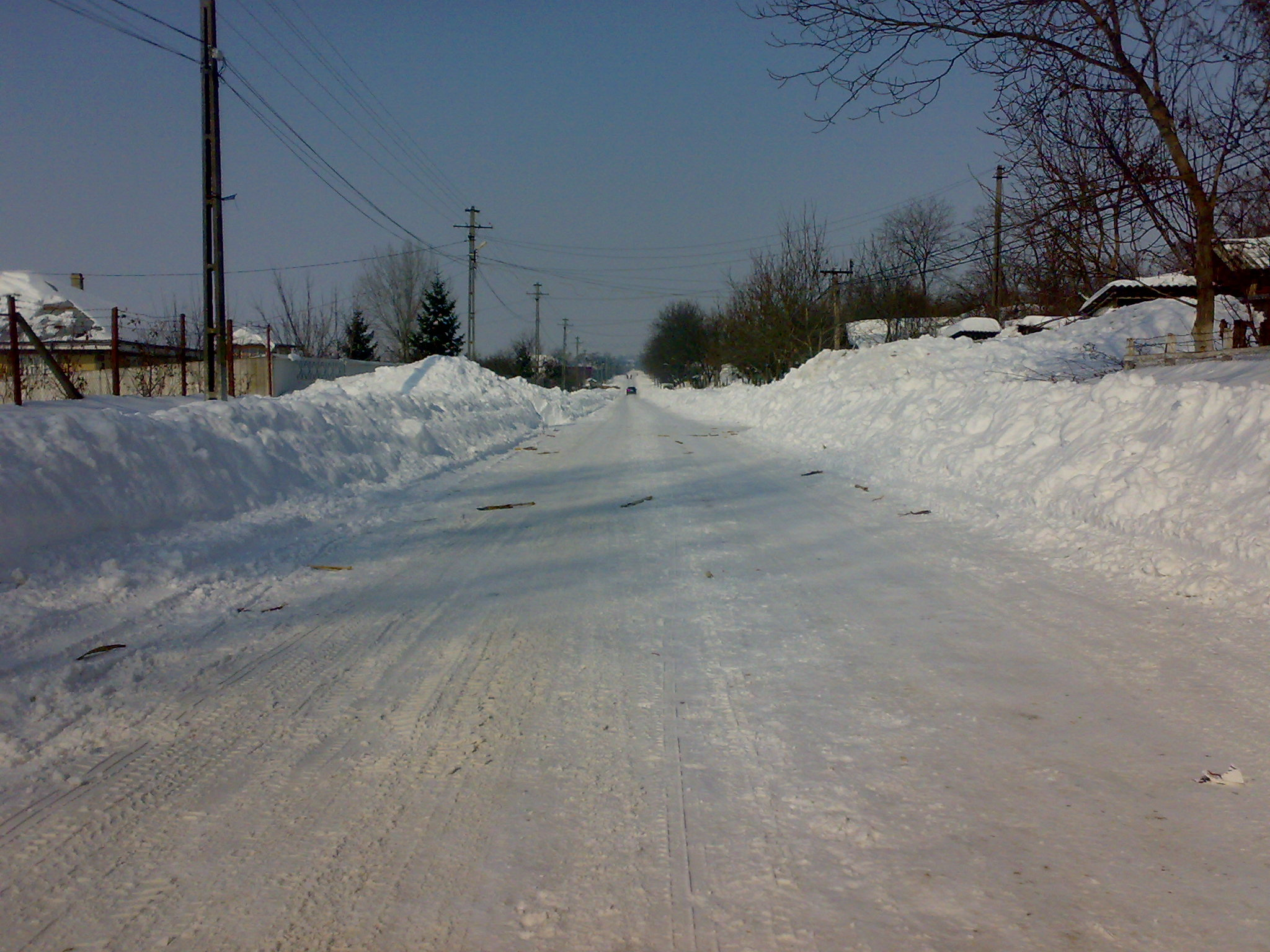
DJ243A la intrarea în localitatea Pogonești

Accesul în Pogonești se poate face pe cale rutieră cu automobilul personal, taxiul sau autobuzele:
- dinspre Bârlad se poate ajunge în Pogonești pe două rute: Bârlad - Tutova - Pogonești (18,3 km) sau Bârlad - Ivești - Pogonești (18,1 km). Ambele rute sunt deservite și de autobuze[8], un bilet între Bârlad și Pogonești costând 6 lei.
- dinspre Tecuci se poate ajunge în Pogonești pe E85 apoi DJ243A, prin Tutova.
- dinspre Podu Turcului se poate ajunge în Pogonești pe DN11 apoi DJ243A, prin Ivești.

Drumul județean care trece prin Pogonești (Strada Principală) este asfaltat, drumurile laterale fiind pietruite. Strada Principală a fost asfaltată în anul 2001.
Cea mai apropiată gară feroviară este cea din Tutova, deservită însă doar de trenuri regio pe ruta Iași - Tecuci și retur. Pentru alte călătorii este folosită gara din Bârlad.
Cel mai apropiat aeroport este Aeroportul Internațional "George Enescu" din Bacău, aflat la o distanță de 95 km.